# Ewraker
Ewraker (franc. Éracle, zm. 28 września 971) – biskup Liège w latach 959–971.

## Życiorys
Według zapiski kronikarza Jana des Preis, znanego także jako Jean d'Outremeuse, żyjącego w XIV wieku, Ewraker miał być synem polskiego księcia i saskiej księżniczki. Stanisław Kętrzyński, pierwszy i dotychczas jedyny polski badacz, który zwrócił uwagę na ten przekaz, uznał, że ze względów chronologicznych spośród znanych polskich (polańskich) władców w grę jako ojciec Ewrakera wchodził Lestek; jednak uznał, że ze względu na skąpość materiałów jest to jedynie nieweryfikowalny domysł. Z kolei Witold Chrzanowski przypuszcza, że "najwyraźniej Ewraker byłby czwartym synem Siemomysła.